# باتالینی ۸۱۵۵
سیارک ۸۱۵۵ (به انگلیسی: 8155 Battaglini، نامگذاری:1988QA) هشت هزار و صد و پنجاه و پنجمین سیارک کشف شده‌است که در ۱۷ اوت ۱۹۸۸ کشف شد.
قدر مطلق سیارک برابر ۱۳٫۵۰ است.